# Vallo di Castrogiovanni
Il Vallo di Castrogiovanni era uno dei valli (o reali dominii al di là del Faro) in cui era suddivisa la Sicilia in età normanno-sveva. I suoi confini dovettero corrispondere a quelli del potentato di Ibn-Hawwasci il quale possedeva i territori centrali dell'Isola, da Castrogiovanni a Castronovo. Il suo territorio superava il confine del Salso, di fatto spezzando la linea immaginaria che dal Thema di Sikelia divideva in due l'Isola. Mantenne la sua unitarietà fino al 1282, quando si unì al Val Demone e al Vallo di Milazzo, per poi essere accorpato nel 1403 al Vallo di Girgenti. Il Vallo di Girgenti e Castrogiovanni venne poi inglobato definitivamente al Vallo di Mazara per le parti a occidente del Salso, mentre quelle ad oriente di tale fiume fecero parte dei valli di Noto e di Demena a seguito della riforma amministrativa del 1583.

## Etimologia
L'origine etimologica del termine Vallo è stata ampiamente discussa e non esiste una ipotesi definitiva. Genericamente si tende a far risalire il termine da un termine arabo, il più delle volte identificato nel vocabolo wālī (in arabo والى‎?). Tuttavia il termine definisce le magistrature preposte alle province e non le medesime, le quali sono piuttosto chiamate wilāya. Per lo studioso e orientalista Michele Amari vallis sarebbe da interpretarsi come traduzione in lingua latina del termine iqlīm, con significato indistinto nei primi diplomi normanni quale "territorio" e quindi estendibile a qualsiasi città, distretto o provincia. Sulla declinazione del vocabolo invece si concorda per l'uso al maschile distinguendolo dal lemma valle che comunque avrebbe ben diversa origine, sebbene non manchino errate attribuzioni del termine.
Il Vallo prende il nome dalla città di Enna, al tempo chiamata Castrogiovanni. Tale nome fu probabilmente una mediazione dall'arabo Qasr Yanna, ossia Roccaforte di Henna.

## Storia

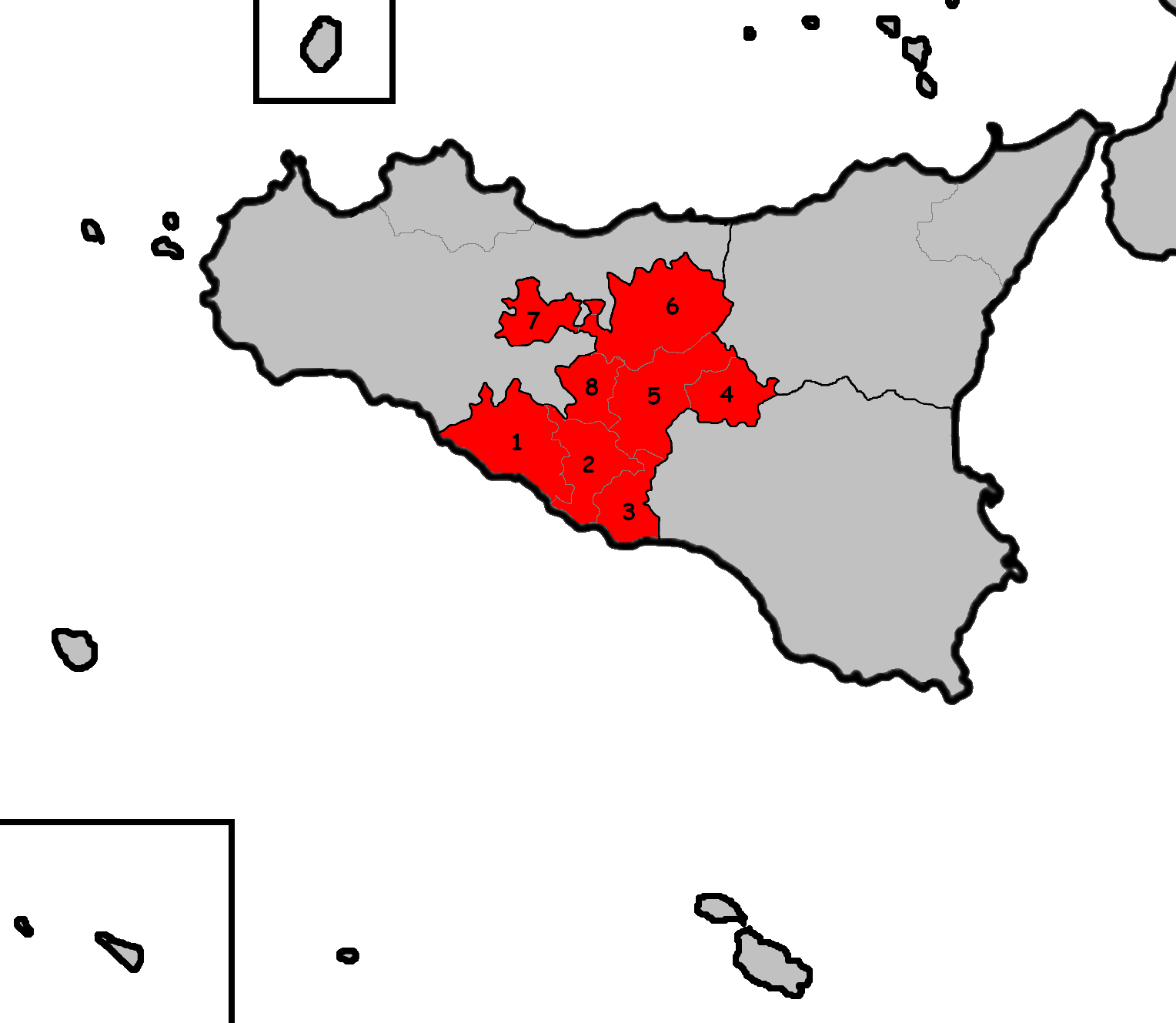
Il Vallo di Girgenti e Castrogiovanni intorno al 1403. Venne diviso in otto Territori: 1) Girgenti; 2) Naro; 3) Licata; 4) Castrogiovanni; 5) Calascibetta; 6) Polizzi; 7) Castronovo; 8) Sutera.

Verso la fine della dominazione islamica la Sicilia appare divisa in tre potentati: quello di Abd Allah ibn Makut a Trapani, Marsala, Mazara, Sciacca e rispettivi territori; di Ibn al Maklati a Catania; di Ibn al Hawwas a Castrogiovanni e Castronovo. Diversi altri governatori avevano in mano altri territori di Sicilia, come ad esempio la divisione di Anaor, circoscrizione amministrativa che insieme alle altre costituiva un complesso sistema di circoscrizioni, analogamente a quanto avvenne con gli alfoz andalusi. Secondo Guglielmo Capozzo, conquistata la Sicilia, i Saraceni ripartirono l'isola in tre "grandi valli", le quali, a loro volta, erano suddivise in più distretti, governati da funzionari detti Alcaidi, mentre furono lasciate inalterate le funzioni degli strateghi, magistrati introdotti dai Bizantini. I Saraceni, inoltre, introdussero, dislocati in diverse aree dell'isola, dei funzionari subalterni, i Gaiti e i Gadì. La divisione amministrativa e il corpo legislativo saraceni, sebbene in parte modificato, furono mantenuto dai normanni, dopo che assunsero la sovranità dell'isola. Probabilmente il mantenimento delle cariche saracene - le quali erano l'eredità del thema bizantino - permise la creazione di un vallo al centro dell'Isola.
Nel 1109 la presenza di funzionari a Castrogiovanni nel 1109 (baiuli, visconti, gabellieri), costituiva già una sorta di "embrione" dell'amministrazione provinciale che avrebbero caratterizzato piuttosto il secolo successivo. Nel 1183 abbiamo la prima menzione di un Vallo di detta città, trovandosi ad essere tra i più antichi noti del periodo normanno. La sua effettiva estensione è a noi pressoché ignota, sebbene certamente coinvolgeva la città di Castrogiovanni e la sua diakratèsis urbana. Si può ipotizzare che esso ricalcasse a grandi linee il precedente potentato di Ibn al Hawwas, il quale si estendeva da Casrogiovanni fino a Castronovo, abbattendo di fatto l'antica linea del Salso. La documentazione del Vallo, successiva al 1130, anno di fondazione del Regno di Sicilia da parte di Ruggiero II, può indurre a credere che l'istituzione dei valli fosse una precisa volontà per gestire e amministrare meglio il Regno consolidato, accorpando le varie concessioni militari elargite durante il periodo della conquista.
Mediante le costituzioni di Melfi Federico II suddivise il Regno in due macroaree, assumendo quale riferimento la città calabrese di Roseto, che fungeva da confine, di conseguenza, la Sicilia e la Calabria costituirono la prima di tali aree con alla guida un Gran Giustiziere o Maestro Giustiziere. L'area siculo-calabrese fu ripartita in quattro giustizierati, due peninsulari e due isolani. In Sicilia, seguendo l'antica e naturale divisione dell'isola fatta dai due fiumi Imera, istituì il giustizierato Sicilia citra flumen Salsum e il giustizierato Sicilia ultra flumen Salsum, usando il Faro (Messina) come riferimento, sicché la prima (al di qua del fiume Salso) costituiva la regione orientale, mentre la seconda (al di là del fiume Salso) era costituita dalla metà occidentale. In tali territori, l'amministrazione e la riscossione dei tributi fu affidata da Federico II a due segreti, che erano funzionari di nomina regia. Il primo risiedeva in Palermo e aveva competenza sulla sola Sicilia al di là del Salso, mentre il secondo risiedeva in Messina e aveva competenza sulla Sicilia al di qua del Salso, sul giustizierato di Calabria e sulla Val di Crati e Terra Giordana. Questo accentramento tuttavia non cancellò del tutto le strutture amministrative locali che anzi mantennero le loro espansioni territoriali, ma ne cambiò principalmente la funzione. I cinque valli di Demena, di Noto, di Mazara, di Milazzo, e il Vallo di Castrogiovanni mantennero il titolo, ma cambiarono funzione divenendo sede dunque di sotto-circoscrizioni giudiziarie. Per necessità fisiche (l'eccessiva estensione delle due circoscrizioni e l'obbligo di amministrazione della giustizia nei luoghi di residenza degli imputati o nelle più immediate vicinanze) vi si aggiunse una sesta unità amministrativa, nel 1233, quella di Girgenti. Detto vallo tolse una buona porzione di territorio al Vallo di Mazara e tutto ciò che era amministrato dal Vallo di Castrogiovanni che si trovasse al di là del fiume Salso. La dinastia sveva lasciò il posto a Carlo I d'Angiò, designato Re di Sicilia da papa Clemente VI nel 1265, il quale provvide nuovamente ad accentrare le funzioni nelle due circoscrizioni federiciane svalutando e diminuendo le competenze delle circoscrizioni più piccole, compreso il Vallo di Castrogiovanni.
A seguito della lunga Guerra del Vespro e di forme amministrative provvisorie (perlopiù capitanati di giustizia) Pietro I - che nel 1282 si fece coronare Re di Sicilia, sebbene formalmente lo fosse ancora Carlo - ripristinò le figure amministrative federiciane riprendendo le due circoscrizioni fiscali le quali fecero capo ai secreti e maestri procuratori, nonché ai maestri portolani; i giustizierati ripresero invece la denominazione normanna di Vallo e si fecero più complessi prevedendo sette giustizieri, che per esigenze belliche anche le funzioni fiscali e militari, a capo di un maestro giustiziere del Regno: Val di Mazara; Vallo di Agrigento; la Contea di Geraci che comprendeva anche le partes di Cefalù e Termini; Vallo di Castrogiovanni, Demina e Milazzo; Val di Noto; l'arcipelago di Malta; Palermo. La riforma di Pietro I di fatto unificò le intendenze di Milazzo, Demena e Castrogiovanni. Il Vallo di Castrogiovanni, Demina e Milazzo durò come forma unitaria fino al 1302 in quanto Milazzo venne inglobata al territorio di pertinenza dello stratigoto di Messina come concessione a quest'ultima in quell'anno da parte di Federico III. Giuseppe Paiggia ipotizzò che la Sicilia sotto Federico III fosse ripartita in quattro valli: Vallo di Mazara, Vallo di Agrigento, Val di Noto e Val Demone (o di Castrogiovanni). A loro volta questi valli erano ripartiti in unità più piccole che lo storico definisce "distretti". I valli erano affidati a giustizieri provinciali, mentre i distretti erano affidati a giustizieri locali. Dal 1348 al 1362 la situazione amministrativa viene nuovamente sconvolta da cause belliche: in tale periodo la Sicilia viene colpita dalla grave guerra civile tra le fazioni latina e spagnola (i primi filo-angioini, i secondi filo-catalani). Dunque assistiamo ad un maggiore spezzettamento delle unità amministrative, le quali spesso sono circoscritte a singole città: i capitani di città saranno di nomina regia e avranno dapprima il titolo di capitano di guerra e a partire dalla pace del 1361 capitani con cognizione delle cause criminali, potendo amministrare la giustizia criminale. Dalla metà del secolo i quattro valli rimangono vacanti e solo dopo circa un decennio dalla conclusione della guerra civile Federico IV decise di poter riassestare l'amministrazione del Regno, ripristinando nel 1373 i Valli di Mazara, di Girgenti e le partes di Cefalù e Termini, di Castrogiovanni e Demona, di Noto. Ma il ripristino vede i valli territorialmente notevolmente ridotti a causa delle concessioni effettuate durante la guerra: dal Vallo di Castrogiovanni e Demona erano escluse Patti e San Marco già nel 1373, dall'anno seguente anche Nicosia e Gagliano, dal 1375 Piazza, la stessa Castrogiovanni e Calascibetta.
Martino I nel 1403 ripropose nel capitolo 51 delle sue Constitutiones il ripristino della carica di giustiziere nei quattro Valli, anche se questa norma non pare abbia avuto una concreta applicazione. La suddivisione di Martino I prevedeva i valli di Mazara, di Noto, di Demona e di Girgenti e Castrogiovanni. Tale organizzazione vide il Vallo di Castrogiovanni passare dal Val Demone al Vallo di Girgenti. Il Vallo di Girgenti e Castrogiovanni era a sua volta suddiviso in otto circoscrizioni minori, detti territori: Girgenti, Naro, Licata, Castrogiovanni, Calascibetta, Polizzi, Castronovo e Sutera. Con la riforma del Regno durante l'età dei viceré, attribuita a Marcantonio Colonna, il Vallo verrà ridotto in più comarche, inglobate nei tre valli, passando ad essere un corpo amministrativo di secondo livello, subordinato ad esso. Le comarche saranno poi annullata con la riforma borbonica prevista dalla Costituzione siciliana del 1812, Castrogiovanni verrà inserita nella Provincia di Caltanissetta, mentre parte dei territori un tempo da essa amministrati vennero inglobati dalle provincie di Catania e di Girgenti.

## Localizzazione
Distribuito principalmente nell'area centrale dell'Isola, il Vallo non dovette superare tale zona, trovandosi praticamente tra le odierne province di Caltanissetta e di Enna. Esso comprendeva in età normanna il territorio di Castronovo al di là del Salso, sottratto con la riforma federiciana del 1231. Dal 1282 è accorpato al Val Demone e dal 1403 al Vallo di Girgenti. Nel primo caso l'estensione coinvolse anche l'attuale Provincia di Messina, nel secondo periodo parti delle province di Agrigento e di Caltanissetta.

## Geografia
L'area in cui si trovava a cadere il Vallo è caratterizzato dalla presenza di alcune grandi distese lacustri (il principale il Lago di Pergusa), i maggiori dell'Isola. Prevalentemente costituita da rilievi e alcune grandi vallate, l'area presenta un livello non molto alto di antropizzazione, essendo i maggiori centri arroccati sulle vette più alte. La vegetazione era un tempo di tipo boschivo e da quest'area provenivano le maggiori riserve di legname del Regno, mentre le principali coltivazioni sono a carattere cerealicolo sin dall'epoca romana. Notevoli le ricchezze del sottosuolo: i giacimenti di zolfo erano tra i più rinomati nel corso del XIX secolo, prima della crisi dovuta alle massicce importazioni dal nuovo continente.